# Томас Вотсон (молодший)
Томас Джон Вотсон (молодший) (англ. Thomas John Watson Jr.; 14 січня 1914 — 31 грудня 1993) — американський підприємець і організатор виробництва, другий за історію компанії президент IBM, дипломат. Син Томаса Вотсона (старшого).
Працював в IBM з 1937 року, в 1956 очолив компанію. Під його керівництвом доходи компанії зросли до 8 млрд дол, а число співробітників — до 270 тисяч осіб.
У 1979 призначений президентом США Джоном Картером послом в СРСР, перебував на цій посаді до 1981 року.

## Цікаві факти
- На посаді посла в СРСР Томас Вотсон забезпечував, в тому числі, виконання закону про обмеження поширення продукції, над створенням якої працював на посаді директора IBM.